# Johanna Teichmann

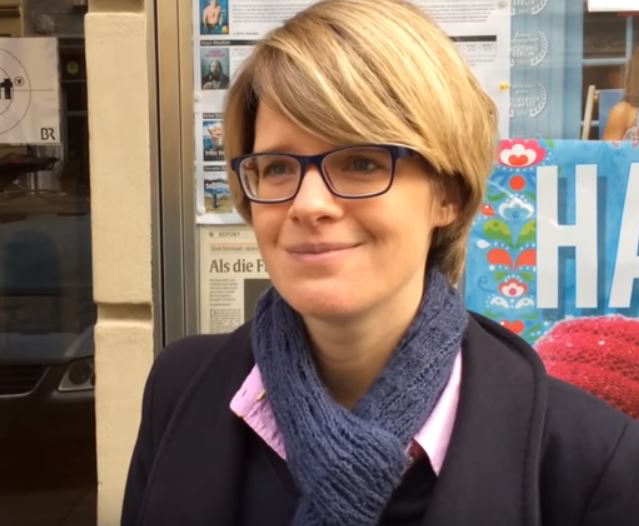
Johanna Teichmann, 2015

Johanna Teichmann (* 1981 in Herdecke) ist eine deutsche Filmproduzentin.

## Leben
Johanna Teichmann wuchs in Dortmund auf und machte dort ihr Abitur.
Von 2003 bis 2007 studierte sie Produktion und Medienwirtschaft an der Hochschule für Fernsehen und Film München. Während ihres Studiums produzierte sie zahlreiche Studentenfilme, darunter den Spielfilm Martha von Mara Eibl-Eibesfeldt und den Dokumentarfilm Mama Massai von Johannes Rosenstein.
Ab 2008 arbeitete sie als Produzentin bei der Neuen Bisokop Television GmbH in München, u. a. an Föhnlage. Ein Alpenkrimi  von Rainer Kaufmann (Bernd-Burgemeister-Preis 2011) und an dem Kinofilm Fliegende Fische müssen ins Meer von Güzin Kar, der 2011 mit dem Max Ophüls Preis ausgezeichnet wurde. Ebenfalls 2011 produzierte sie den Dokumentarfilm "Morgen kein Land" von Lisa Reisch, der seine Premiere auf dem CHP:DOX 2011 in Kopenhagen feierte.
Seit Anfang 2012 ist sie als Produzentin bei der Tellux-Film in München angestellt und produziert sowohl Dokumentar- als auch Spielfilme, darunter die vielfach ausgezeichneten Filme Corinnes Geheimnis von Maike Conway (Bayerischer Fernsehpreis 2016, SI STA Preis 2016, Nominierung Grimme-Preis 2016), Im Spinnwebhaus von Mara Eibl-Eibesfeldt (Berlinale 2015 – Perspektive Deutsches Kino, Prix Europa 2015, Goldener Biber in der Kategorie Schülerbiber 2015). Der Film Der zornige Buddha von Stefan Ludwig, der auf mehreren Filmfestivals vorgestellt wurde, erhielt u. a. den Dokumentarfilmpreis 2016 des Fünf Seen Filmfestivals
und wurde auf dem Londoner Portobello Filmfestival 2016 als Bester Film, Beste Internationale Produktion und Beste Dokumentation nominiert.
Johanna Teichmann lebt mit ihrem Mann und ihrem Sohn (* 2015) in München.

## Filmografie (Auswahl)
- 2010: Polizeiruf 110: Zapfenstreich
- 2011: Fliegende Fische müssen ins Meer, Spielfilm, Regie: Güzin Kar
- 2011: Föhnlage. Ein Alpenkrimi
- 2011: Morgen kein Land, Regie: Lisa Reisch
- 2012: Frei, Spielfilm, Regie: Bernd Fischauer (als Executive Producer)
- 2013/2016: Corinnes Geheimnis, dreiteiliger Dokumentarfilm, Buch und Regie: Maike Conway
- 2014: Dyslexie, Fernsehfilm, Regie: Marc-Andreas Bochert
- 2014: Toleranz, Fernsehfilm, Regie: Marc-Andreas Bochert
- 2015: Tatort: Einmal wirklich sterben
- 2016: Der zornige Buddha, Dokumentarfilm, Regie: Stefan Ludwig
- 2016: Im Spinnwebhaus, Regie: Mara Eibl-Eibesfeldt
- 2017: Die Konfirmation, Fernsehfilm, Regie: Stefan Krohmer
- 2017: Dschermeni, Fernsehserie, Regie: Irina Popow
- 2019: Stenzels Bescherung, Regie Marc-Andreas Bochert